# Arce (Italia)
Arce (Arcë in dialetto laziale meridionale) è un comune italiano di 5 366 abitanti della provincia di Frosinone nel Lazio.
Vi ha sede la Comunità montana Valle del Liri.

## Geografia fisica

### Territorio
Arce è un centro agricolo delle colline orientali della media Valle del Liri (bassa Valle Latina). Il territorio è prevalentemente collinare ed è attraversato dai fiumi Liri e Sacco.
Il centro storico è adagiato sulle pendici sud-occidentali del monte di Rocca d'Arce. Dal secondo dopoguerra l'abitato si è spostato verso valle; le nuove abitazioni sono state costruite lungo la strada statale 6 Via Casilina.

### Clima
- Classificazione climatica: zona D, 1602 GR/G

Il clima di Arce è tipicamente semi-continentale, a causa della distanza dal mare e della posizione collinare. Le giornate estive, sono calde e afose soprattutto nelle ore centrali della giornata, anche se, in questo periodo dell'anno è facile assistere a fenomeni temporaleschi, spesso di breve durata, dovuti allo sviluppo verticale termocomvettivo delle nubi che si originano dai monti e si estendono verso la costa.
Gli inverni sono freddi, con le temperature che si aggirano tra lo 0 e i 10 gradi centigradi e che la notte possono scendere anche di diversi gradi sotto lo zero causando così frequenti gelate. Le nevicate non sono molto frequenti durante la stagione invernale, tuttavia capita si verifichi un evento nevoso durante i mesi più freddi. La media nivometrica annua si stima essere compresa tra i 5 e i 10 centimetri, ma in alcuni casi, specie nei decenni passati, queste ultime possono essere di forte intensità. La più recente, ad esempio, nel febbraio 2012, quando si accumularono al suolo circa 60 centimetri di neve.
Le piogge invece sono particolarmente abbondanti nei mesi autunnali ed invernali, con un accumulo che si stima intorno 1300mm annui, con il picco nel mese di novembre.
| Mese               | Mesi | Mesi | Mesi | Mesi | Mesi | Mesi | Mesi | Mesi | Mesi | Mesi | Mesi | Mesi | Stagioni | Stagioni | Stagioni | Stagioni | Anno |
| Mese               | Gen  | Feb  | Mar  | Apr  | Mag  | Giu  | Lug  | Ago  | Set  | Ott  | Nov  | Dic  | Inv      | Pri      | Est      | Aut      | Anno |
| ------------------ | ---- | ---- | ---- | ---- | ---- | ---- | ---- | ---- | ---- | ---- | ---- | ---- | -------- | -------- | -------- | -------- | ---- |
| T. max. media (°C) | 10   | 12   | 15   | 18   | 22   | 26   | 29   | 29   | 25   | 20   | 16   | 11   | 11       | 18,3     | 28       | 20,3     | 19,4 |
| T. min. media (°C) | 1    | 3    | 5    | 7    | 11   | 15   | 17   | 17   | 14   | 10   | 6    | 2    | 2        | 7,7      | 16,3     | 10       | 9    |

## Storia
Il nome di Arce deriverebbe o dalla funzione di arx, ovvero fortezza, a cui fu adibita in varie epoche, o da Arcanum, il monte su cui è adagiato il paese. La prima volta che si trova il nome di Arce in un documento è nella Cosmographia dell'Anonimo ravennate databile al VII secolo d.C.
Nel 702, Arce venne sottratta all'imperatore d'Oriente dal duca longobardo di Benevento Gisulfo I, divenendo quindi possesso del Ducato di Benevento. Nell'846 e nell'877 Arce fu presa e saccheggiata dai Saraceni. Nel 937 venne presa dagli Ungari. Sul finire del X secolo Arce fu donata dal principe longobardo di Capua ai monaci cassinesi che la tennero fino al 1058, anno in cui se ne impadronì il normanno Riccardo, conte di Aversa. Nel 1191 Arce venne presa da Enrico VI imperatore di Germania. Nel 1230, rientrato dalla Terra santa, Federico II riprese Arce. Nel 1265 Arce, invano difesa dalle truppe di Manfredi, venne presa da Carlo I d'Angiò. Sotto gli Angiò, Arce venne concessa in feudo prima alla famiglia dei Cantelmo, poi a quella dei Della Rovere. La famiglia Della Rovere tenne in feudo Arce sino al 1579, anno in cui venne acquistato da Giacomo Boncompagni (ducato di Arce e ducato di Sora). Nel 1796 terminò il dominio dei Boncompagni ed il paese fu aggregato al Regno di Napoli. Il confine con lo Stato Pontificio era delimitato da 14 cippi confinari.
Arce fu protagonista del passaggio delle truppe francesi, che fuggivano dopo la caduta della Repubblica Partenopea. Nel maggio 1849 il paese fu toccato dal Risorgimento con la presenza del generale Giuseppe Garibaldi e dei garibaldini, in ricordo della quale fu posta una lapide sulla facciata del palazzo comunale:
ove nel maggio del 1849

Giuseppe Garibaldi

radioso di gloria

sostò

eccitando incorando soccorrendo

nel centesimo anno della nascita dell'eroe

il popolo memore pose.»
Il Generale pronunciò un "Obbedisco" ad un invito di Mazzini a sospendere le operazioni nel Regno. Un precedente per l'obbedisco del 1866 a Bezzecca.
Nel 1856 fu aperta la strada Civita Farnese che ancora nel ventunesimo secolo collega Arce con Itri. Il 4 dicembre 1884 fu inaugurata la tratta ferroviaria Roccasecca-Arce, che successivamente fu prolungata fino ad Avezzano. Il paese nel 1927, con lo smembramento della provincia di Caserta, di cui faceva parte, entrò a far parte della provincia di Frosinone. Il 29 maggio 1944 giunsero ad Arce le truppe alleate provenienti da Cassino, le quali posero fine all'occupazione militare tedesca con la battaglia di Monte Grande e Monte Piccolo.

### Simboli
(Descrizione araldica del gonfalone)
(Descrizione araldica della bandiera)

Lo stemma e il gonfalone sono stati concessi con l'apposito Decreto del Presidente della Repubblica datato all'11 settembre 1996.

## Monumenti e luoghi d'interesse

### Architetture religiose

#### Chiesa Santi Apostoli Pietro e Paolo

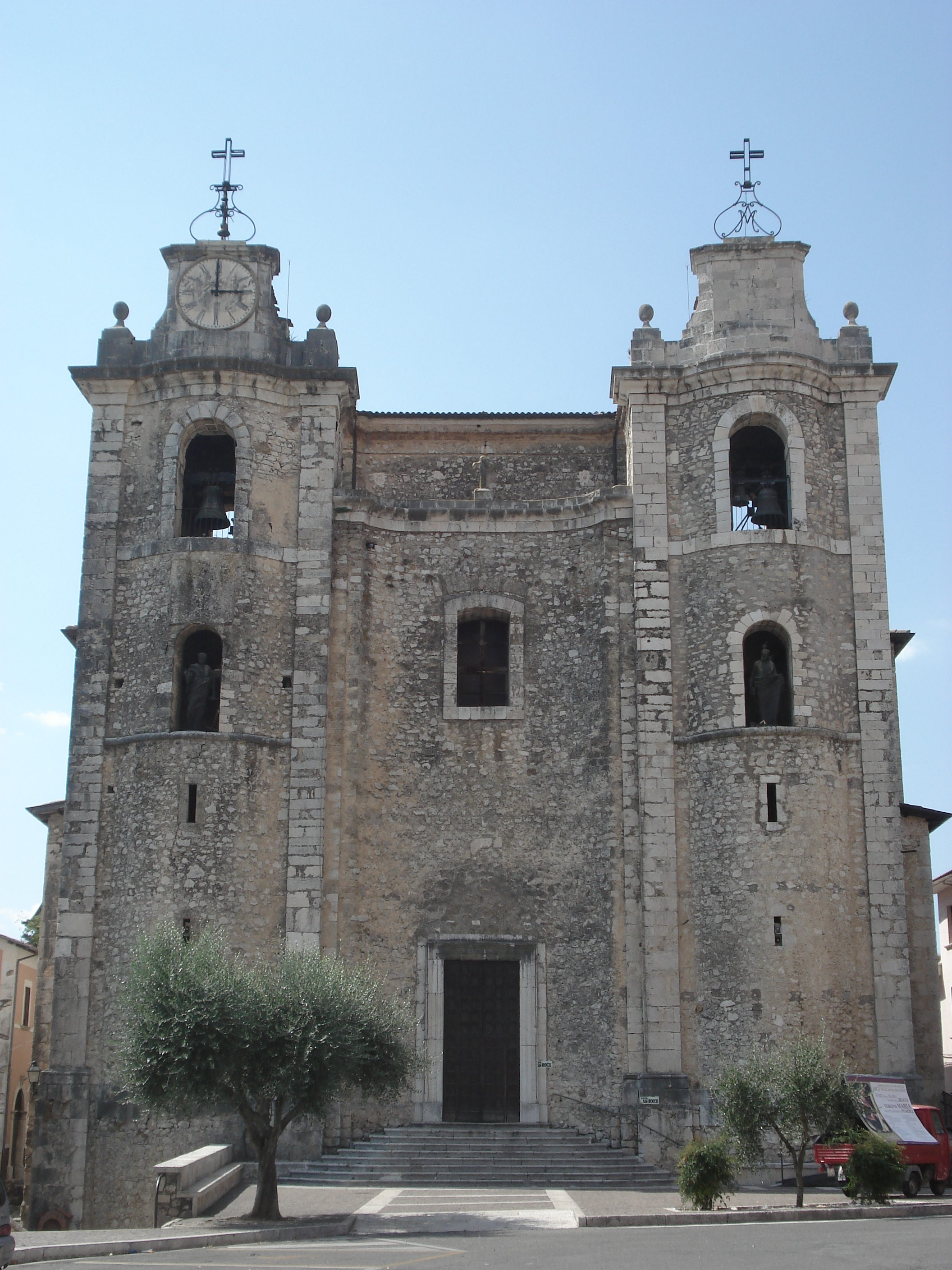
La Chiesa parrocchiale di Arce.

La chiesa parrocchiale di Arce, Arcipretale e Collegiata, è dedicata ai Santi Apostoli Pietro e Paolo e si erge maestosa in piazza Umberto I.
Costruita tra il 1702 e il 1744, la chiesa era originariamente dedicata solo a san Pietro. Fu consacrata il 17 dicembre 1744 dal vescovo diocesano S.E. Mons. Antonio Spadea e fu dedicata anche a san Paolo.
La parrocchia è una costruzione barocca, ricca di stucchi, tra cui spiccano per grandezza La consegna delle chiavi e Sulla via di Damasco. All'esterno presenta un'armonica facciata fiancheggiata da due campanili, il primo, quello con l'orologio, costruito nel 1819, il secondo, con la meridiana, completato nel 1955. La struttura architettonica è a croce greca, dominata da un'ampia cupola ottagonale alta 24 metri.
Nella chiesa sono conservate le reliquie di sant'Eleuterio, le quali sono poste in un'urna sotto l'altare omonimo.

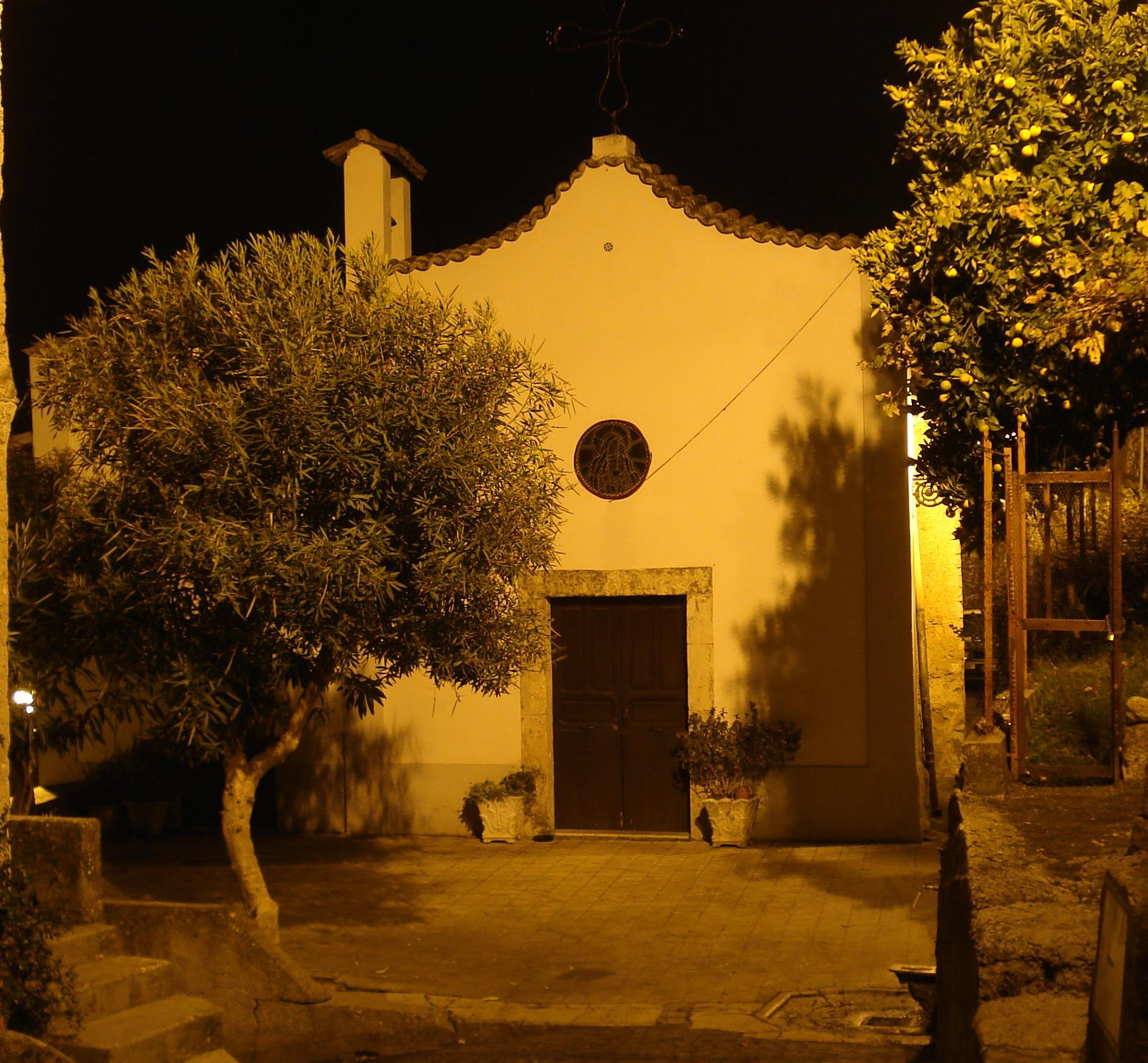
Chiesa di Santa Maria

#### Chiesa di santa Maria
La chiesa di santa Maria è situata nella parte alta del centro storico, alla fine di via Manfredi. La chiesa, attestata già nel 1325, presenta un impianto rettangolare diviso in due navate con copertura a capriate lignee. Al suo interno, oltre ad un pregiato crocifisso, in una nicchia sopra l'altare maggiore, è conservata una pregevole statua della Madonna Addolorata. La statua è stata incoronata con un diadema nel 1930.

#### Chiesa di sant'Agostino
La chiesa medievale di sant'Antonio e sant'Agostino, situata sul confine tra Arce e Rocca D'Arce, è stata più volte ripresa nel corso dei secoli pur conservando il portale del '200. Nella chiesa furono sepolti due personaggi del XV e XVI secolo: Isidoro Vasquez, cavaliere di Alfonso I di Aragona e governatore di Arce, e Bartolomeo y Alarcon, il quale aveva avuto da Carlo V d'Asburgo il governo dei ducati di Arce e Sora. La chiesa è in stile pre-romanico e presenta all'interno una copertura a capriate.

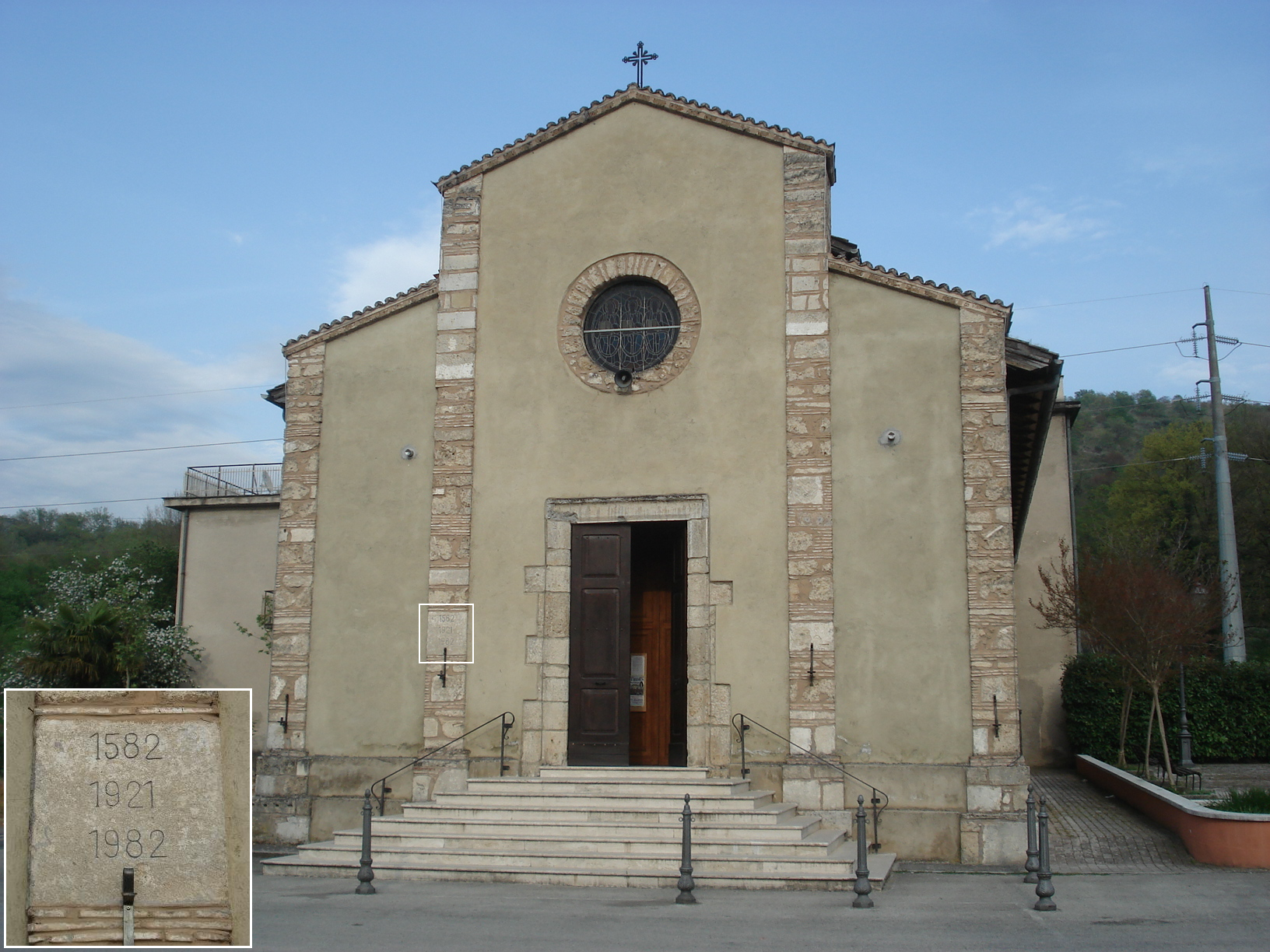
Facciata del santuario di Sant'Eleuterio

#### Chiesa - Santuario di Sant'Eleuterio
La chiesa, esistente già nel 1564, è stata ultimata nel 1582 ma ha preso l'aspetto attuale in seguito ai restauri del 1921 e del 1982. Situata sulla strada Valle del Liri, è stata costruita sul luogo di sepoltura del santo patrono Eleuterio. La chiesa, a tre navate, ha una copertura a capriate e nell'abside vi sono affreschi databili al XV secolo.

### Architetture militari

#### Torre del Pedaggio o Saracena
```
 
```

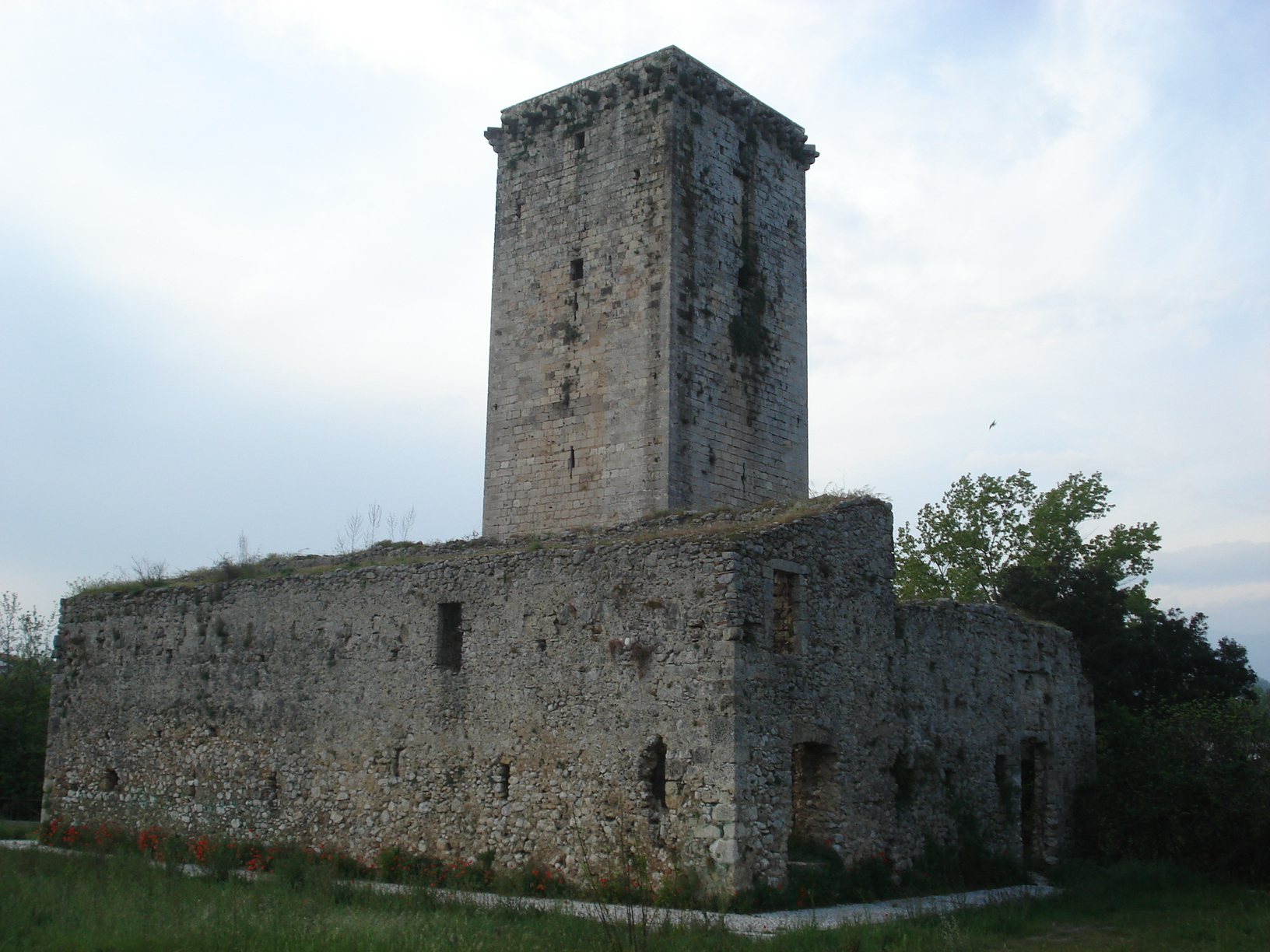
Torre del Pedaggio.

Situata in località sant'Eleuterio, la torre del Pedaggio o Saracena ha costituito per secoli un presidio militare posto a controllo del traffico sul fiume Liri. La torre è a pianta quadrangolare e su una sua facciata, in una cornice rettangolare, sono scolpiti tre stemmi sovrapposti, di cui il primo in alto è attribuibile alla Casa dei D'Angiò, che regnò nel Regno di Napoli dal 1266 al 1441.

### Siti archeologici

#### Area archeologica di Fregellae
Su un pianoro nei pressi della frazione di Isoletta nel 1978 una campagna di scavi ha riportato alla luce, dopo studi approfonditi, le vestigia dell'antica colonia romana di Fregellae. La città, fondata dai Romani nel 328 a.C., fu distrutta nel 125 a.C. per ordine del senato romano. Gli scavi hanno riportato alla luce numerose domus, alcune di queste musealizzate, e le Terme pubbliche della città situate in un quartiere aristocratico nei pressi del Foro.

### Aree naturali
- Riserva naturale Antiche Città di Fregellae e Fabrateria Nova e del Lago di San Giovanni Incarico

### Altro

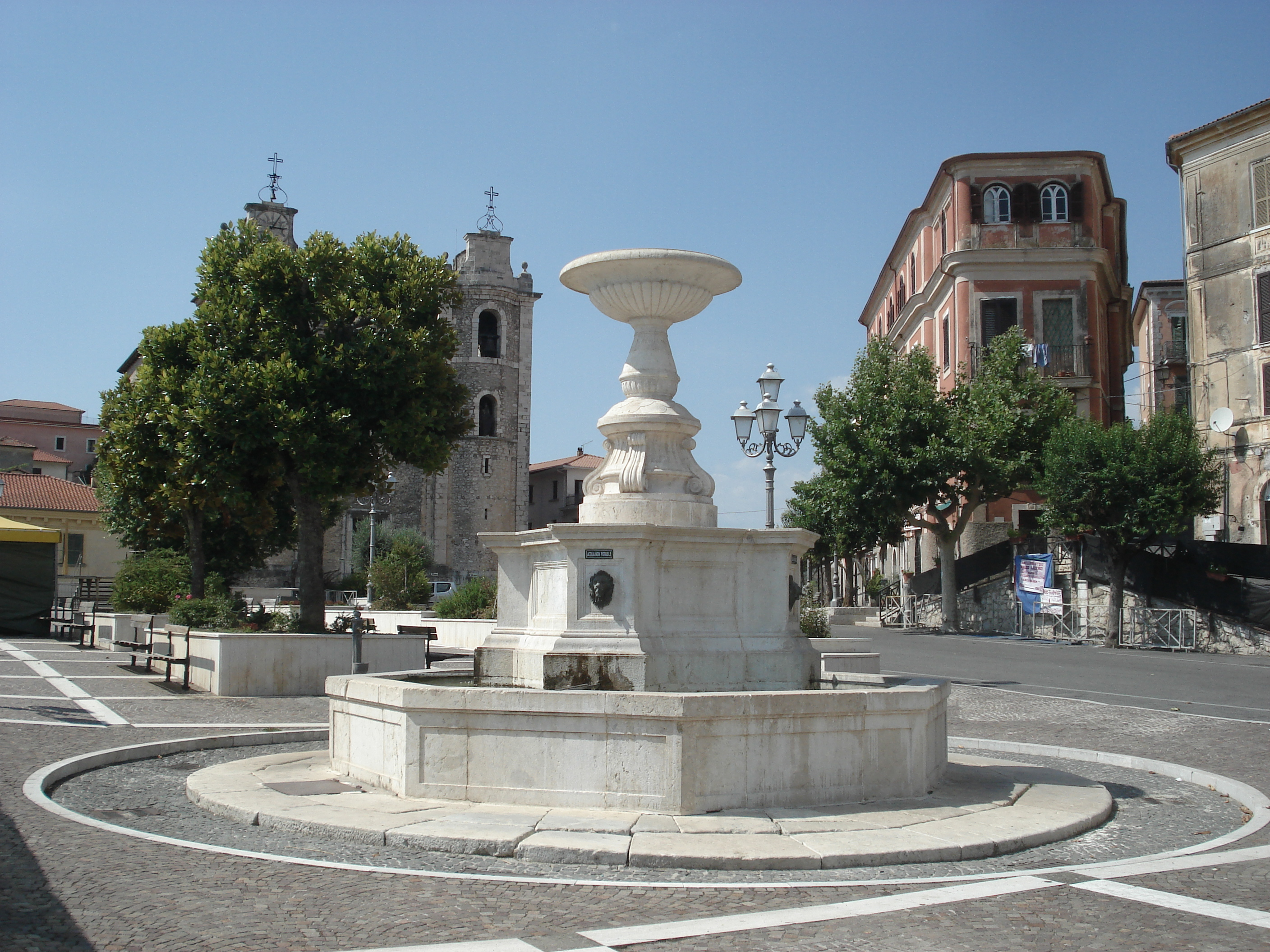
La fontana monumentale in piazza Umberto I.

- Cippi confinari tra lo Stato Pontificio e il Regno di Napoli
- Fontana monumentale in piazza Umberto I di fine Ottocento;[7]

## Società

### Evoluzione demografica
Abitanti censiti

### Religione
La popolazione professa per la maggior parte la religione cattolica nell'ambito della diocesi di Sora-Cassino-Aquino-Pontecorvo.

## Cultura

### Istruzione

#### Biblioteche
- Biblioteca Comunale, in via Milite Ignoto.

#### Musei
- Museo antropologico Gente di Ciociaria, espone materiali e studi antropologici della popolazione della Ciociaria.[9]
- Museo del Parco archeologico di Fregellae, espone materiali archeologici relativi alla colonia romana del II secolo a. C..[10]
- Museo della Ferrovia della valle del Liri[11]

## Economia
Di seguito la tabella storica elaborata dall'Istat a tema Unità locali, intesa come numero di imprese attive, ed addetti, intesi come numero di addetti delle imprese locali attive (valori medi annui).
|           | 2015                  |                              |                            |                |                       |                     | 2014                  |                | 2013                  |                |
| --------- | --------------------- | ---------------------------- | -------------------------- | -------------- | --------------------- | ------------------- | --------------------- | -------------- | --------------------- | -------------- |
|           | Numero imprese attive | % Provinciale Imprese attive | % Regionale Imprese attive | Numero addetti | % Provinciale Addetti | % Regionale Addetti | Numero imprese attive | Numero addetti | Numero imprese attive | Numero addetti |
| Arce      | 357                   | 1,06%                        | 0,08%                      | 748            | 0,7%                  | 0,05%               | 351                   | 678            | 371                   | 749            |
| Frosinone | 33.605                |                              | 7,38%                      | 106.578        |                       | 6,92%               | 34.015                | 107.546        | 35.081                | 111.529        |
| Lazio     | 455.591               |                              |                            | 1.539.359      |                       |                     | 457.686               | 1.510.459      | 464.094               | 1.525.471      |

Nel 2015 le 357 imprese operanti nel territorio comunale, che rappresentavano l'1,06% del totale provinciale (33.605 imprese attive), hanno occupato 748 addetti, lo 0,7% del dato provinciale; in media, ogni impresa nel 2015 ha occupato poco più di due addetti (2,1).

### Agricoltura
I principali prodotti agricoli sono cereali, frutta, olive e foraggi. Una cartiera e varie aziende artigiane nei settori meccanico, alimentare, del legno e del ferro danno lavoro in zona.

## Infrastrutture e trasporti
Arce è interessato dalla Strada statale 6 Via Casilina e dalla strada statale 82 della Valle del Liri
Il comune è servito dalla stazione di Arce posta sulla ferrovia Avezzano-Roccasecca e dalla stazione di Isoletta-San Giovanni Incarico, posta sulla ferrovia Roma-Cassino-Napoli
I trasporti interurbani vengono svolti con autoservizi di linea gestiti da COTRAL.

## Amministrazione
Nel 1927, a seguito del riordino delle circoscrizioni provinciali stabilito dal regio decreto n. 1 del 2 gennaio 1927, per volontà del governo fascista, quando venne istituita la provincia di Frosinone, Arce passò dalla provincia di Caserta a quella di Frosinone.

### Altre informazioni amministrative
- Fa parte della Comunità montana Valle del Liri

## Sport

### Atletica leggera
- Atletica Arce.[14]

### Calcio
- U.S. Arce 1932 che, nel campionato 2025-26, milita nel campionato maschile di Eccellenza Laziale

### Tennis
Sono presenti due circoli affiliati alla Federazione Italiana Tennis: ASD TC Fontanelle Arce Dilettantistico  e Sporting Health Club S.S.Dilettantistica arl.

### Impianti sportivi
- Stadio Lino De Santis